# SB-221,284
SB-221,284 je antagonist 5-HT2C receptora.